# Fläckvingad kejsarduva
Fläckvingad kejsarduva (Ducula carola) är en fågel i familjen duvor inom ordningen duvfåglar. Den förekommer i Filippinerna. Arten är fåtalig och minskar i antal. Den listas som sårbar av IUCN.

## Utseende och läte
Fläckvingad kejsarduva är med kroppslängden 33 cm en liten medlem av släktet. Hanen har ljusgrått på huvud, hals och bröst med ett vitt halvmåneformat band över bröstet och en smalare svart under. Resten av undersidan är mörkt kastanjebrun. Ovansidan är grå med ljuslila anstrykning och mörka fläckar. Vingpennorna är grönsvarta, liksom stjärten. Ögat är vitaktigt, näbben rödaktig med ljusare spets och även benen är rödaktiga. Honan är mörlare på huvud och undersida utan det vita bröstbandet och mörkare lilagrå ovansida med mer metallglans. Lätet återges som ett "po po po po po".

## Utbredning och systematik
Fläckvingad kejsarduva förekommer i Filippinerna. Den delas in i tre underarter med följande utbredning:
- Ducula carola carola – förekommer i norra Filippinerna (Luzon, Mindoro och Sibuyan)
- Ducula carola nigrorum – förekommer i Filippinerna (Negros och Siquijor)
- Ducula carola mindanensis – förekommer i södra Filippinerna (Mindanao)

## Status och hot
Fläckvingad kejsarduva har en liten världspopulation bestående av uppskattningsvis endast 1 200–3 200 vuxna individer. Den tros också minska i antal till följd av omfattande skogsavverkningar. Den är därför upptagen på internationella naturvårdsunionen IUCN:s röda lista över hotade arter, kategoriserad som sårbar (VU).

## Taxonomi och namn
Fläckvingad kejsarduva beskrevs taxonomiskt som art av Charles Lucien Bonaparte 1854 som gav den det vetenskapliga artnamnet carola för att hedra sin dotter Charlotte.